# Педрово
Педрово (словен. Pedrovo, итал. Pedrovo) је насељено место у општини Нова Горица, Горишка регија, Словенија.

## Историја
До територијалне реорганизације у Словенији било је у саставу старе општине Нова Горица. Као самостално насеље Педрово постоји од 2011. године. Настала је издвајањем дела из насеља Браник.

## Становништво
У попису становништва из 2011. године, Педрово је било у саставу насеља Браник, а нема података о броју становника. 2015. године у насељу је живело 20 становника.